# Atila Turan
Atila Turan, né le 10 avril 1992 à Migennes, est un footballeur international turc évoluant au poste de défenseur gauche au Çorum FK.

## Biographie
Le 29 août 2013, le Sporting annonce officiellement sur son site internet avoir trouvé un accord avec le Stade de Reims pour le transfert d'Atila Turan sans indemnité de transfert. Cependant, le Sporting touchera 40 % du montant d'un éventuel futur transfert.
En août 2014, il est prêté par Reims à Kasimpaşa.
Le 14 juin 2017, il signe au club turc de Kayserispor un contrat de trois saisons.
Il fait ses débuts avec la sélection turque le 13 novembre 2017 lors d'une rencontre face à la Roumanie. 
Le 6 décembre 2019, Atila résilie son contrat avec Kayserispor.

## Statistiques
| Saison                | Club                  | Championnat           | Championnat | Championnat | Coupe nationale | Coupe nationale | Coupe de la Ligue | Coupe de la Ligue | Total | Total |
| Saison                | Club                  | Division              | M.          | B.          | M.              | B.              | M.                | B.                | M.    | B.    |
| 2010-2011             | Grenoble Foot 38      | Ligue 2               | 22          | 3           | 1               | 0               | 1                 | 0                 | 24    | 3     |
| 2011                  | Sporting CP           | Liga Sagres           | -           | -           | -               | -               | -                 | -                 | 0     | 0     |
| 2011-2012             | SC Beira-Mar (prêt)   | Liga Sagres           | 6           | 0           | 1               | 0               | 1                 | 0                 | 8     | 0     |
| 2012-2013             | Orduspor (prêt)       | Spor Toto Süper Lig   | 21          | 1           | 3               | 0               | -                 | -                 | 24    | 1     |
| 2013-2014             | Stade de Reims        | Ligue 1               | 15          | 0           | 1               | 0               | 2                 | 0                 | 18    | 0     |
| 2014-2015             | Kasımpaşa (prêt)      | Spor Toto Süper Lig   | 6           | 0           | 1               | 0               | -                 | -                 | 7     | 0     |
| 2015-2016             | Stade de Reims        | Ligue 1               | 6           | 1           | 1               | 0               | 1                 | 0                 | 8     | 1     |
| Total sur la carrière | Total sur la carrière | Total sur la carrière | 76          | 5           | 8               | 0               | 5                 | 0                 | 89    | 5     |